# 内原村
内原村（うちはらむら）は、和歌山県日高郡にあった村。現在の日高町の東部、紀勢本線・紀伊内原駅の周辺にあたる。

## 地理
- 山岳：小城山、薬師谷山、大平山
- 河川：西川

## 歴史
- 1941年（昭和16年）8月1日 - 東内原村・西内原村が合併して発足。
- 1954年（昭和29年）10月1日 - 志賀村・比井崎村と合併して日高町が発足。同日内原村廃止。

## 交通

### 鉄道路線
- 日本国有鉄道
  - 紀勢西線（現・紀勢本線）
    - 紀伊内原駅

### 道路
- 国道170号（現・国道42号）